# Anne Kuik
Anne Kuik (Emmen, 22 januari 1987) is een Nederlands juriste, politica en bestuurster. Ze is lid van het CDA. Sinds 1 februari 2025 is ze directeur-bestuurder van Stichting CoMensha. Daarvoor was ze in 2024 wethouder van Woudenberg, van 2017 tot 2023 Tweede Kamerlid en van 2010 tot 2017 gemeenteraadslid van Groningen.

## Biografie

### Opleiding
Kuik groeide op in Nieuw Amsterdam. Van 1999 tot 2005 ging Kuik naar het gymnasium op het Hondsrug College in Emmen. Van 2005 tot 2013 studeerde zij Nederlands recht op de Rijksuniversiteit Groningen. Zij studeerde af in het civiel recht en staats- en bestuursrecht. Tijdens haar studie was ze lid van RKSV Albertus Magnus.

### Gemeenteraadslid
Tijdens haar studententijd was ze van 2007 tot 2010 fractiemedewerker van de CDA-fractie in de gemeenteraad van Groningen. Daarnaast was ze onder meer student-stagiair bij Trip Advocaten en Notarissen en werkte ze bij een rechtsbureau van de Studenten Organisatie Groningen (SOG).
Later ging Kuik zelf de gemeenteraad in en werd in 2012 fractievoorzitter. Voor de gemeenteraadsverkiezingen van 2014 was zij lijsttrekker. Als raadslid werd zij in 2014 bekend van de verkiezing Beste Raadslid van Nederland waar ze als tweede eindigde achter Ron Meyer (Heerlen) van de Socialistische Partij (SP). Kuik legde in mei 2014 het fractievoorzitterschap neer toen haar vriend, Paul de Rook, voor D66 in Groningen wethouder van verkeer en cultuur werd.
Verder was Kuik tussen januari 2015 en oktober 2016 presentatrice op NPO Radio 1 bij de Evangelische Omroep van onder meer Dit is de Nacht.

### Tweede Kamerlid
Kuik stond voor de Tweede Kamerverkiezingen in maart 2017 voor het CDA op plaats 11 van de kandidatenlijst en behaalde 15.906 voorkeurstemmen. In die zittingsperiode was Kuik woordvoerder ontwikkelingssamenwerking, middelbaar beroepsonderwijs (mbo), preventiebeleid, prostitutiebeleid en mensenhandel. Op 19 april 2017 sprak Kuik haar maidenspeech uit tijdens een debat over vaccinaties en invasieve exoten, specifiek de tijgermug.
In 2018 ondertekende ze als eerste Nederlandse parlementariër de Verklaring van Barcelona, die de bestrijding van tuberculose aanmoedigt. Vanwege deze ondertekening stond ze bekend als 'tering-ambassadeur'. Als woordvoerder op het gebied van prostitutiebeleid pleitte Kuik in september 2020 voor een verbod op betaalde seks, naar Zweeds model. Om misstanden in de prostitutie aan de kaak te stellen lanceerde Kuik ook de podcast Vrouw te koop?. In de aanloop naar de parlementaire enquête aardgaswinning Groningen maakte Kuik eind 2020 deel uit van de tijdelijke commissie die dit moest voorbereiden.
Bij de Tweede Kamerverkiezingen in maart 2021 stond Kuik derde op de CDA-kandidatenlijst. Zij haalde 32.945 voorkeursstemmen, boven de voorkeursdrempel. Haar portefeuille bleef vrijwel hetzelfde, maar ze voerde het woord over veiligheid/terreur in plaats van het middelbaar beroepsonderwijs. Na al gewerkt te hebben aan de voorbereidingen maakte Kuik deel uit van de parlementaire enquêtecommissie aardgaswinning Groningen. Van april 2021 tot december 2023 was ze ook lid van het Presidium van de Tweede Kamer. Kuik ging op 3 mei 2022 met zwangerschapsverlof tot en met 22 augustus.
Bij haar afscheid als lid van de Tweede Kamer op 5 december 2023 werd zij benoemd tot ridder in de Orde van Oranje-Nassau.

### Wethouder
Op 14 mei 2024 werd Kuik namens het CDA tijdelijk wethouder in Woudenberg. Zij verving wethouder Boeve-de Kruif tijdens haar zwangerschapsverlof. Kuik had stimuleren burger- en overheidsparticipatie, milieu en afvalketen, sport, energietransitie (RES), duurzame economie, toerisme en recreatie, bedrijvigheid, bedrijventerrein, mobiliteit en verkeer, integraal beheer openbare ruimte en project Zuid Oost in haar portefeuille. Het wethouderschap duurde tot en met 4 september van dat jaar.

### CoMensha
Op 1 februari 2025 werd Kuik directeur-bestuurder van Stichting CoMensha, het landelijk coördinatiecentrum tegen mensenhandel dat zich inzet voor de belangen en rechten van slachtoffers in Nederland.

## Electorale historie
| Verkiezingen                                | Partij                | Plek op de lijst | Aantal stemmen | Resultaat                  |
| ------------------------------------------- | --------------------- | ---------------- | -------------- | -------------------------- |
| Gemeenteraadsverkiezingen 2010 in Groningen | CDA                   | 2                | 767            | Verkozen                   |
| Gemeenteraadsverkiezingen 2014 in Groningen | CDA                   | 1                | 4.375          | Verkozen                   |
| Tweede Kamerverkiezingen 2017               | CDA (kandidatenlijst) | 11               | 15.906         | Verkozen                   |
| Gemeenteraadsverkiezingen 2018 in Groningen | CDA                   | 45               | 50             | Niet verkozen (lijstduwer) |
| Tweede Kamerverkiezingen 2021               | CDA (kandidatenlijst) | 3                | 32.945         | Verkozen                   |
| Gemeenteraadsverkiezingen 2022 in Groningen | CDA                   | 27               | 107            | Niet verkozen (lijstduwer) |
| Tweede Kamerverkiezingen 2023               | CDA (kandidatenlijst) | 10               | 1.980          | Niet verkozen              |

## Persoonlijk
Kuik is in juli 2018 getrouwd met de voormalige Groningse wethouder Paul de Rook (D66). Het burgerlijk huwelijk werd voltrokken door toenmalig D66-wethouder Ton Schroor. Het kerkelijk huwelijk werd voltrokken door toenmalig CDA-partijvoorzitter Ruth Peetoom. Op 8 juni 2022 zijn De Rook en Kuik ouders geworden van een dochter. Ze is lid van de Protestantse Kerk in Nederland (PKN). Het gezin verhuisde van Groningen naar Ermelo.
- Nederlandse Thesaurus van Auteursnamen: 422536709
- Parlement.com: vk1gidm6gwyz
- Virtual International Authority File: 5875155648131418330004